# San Filippo Superiore

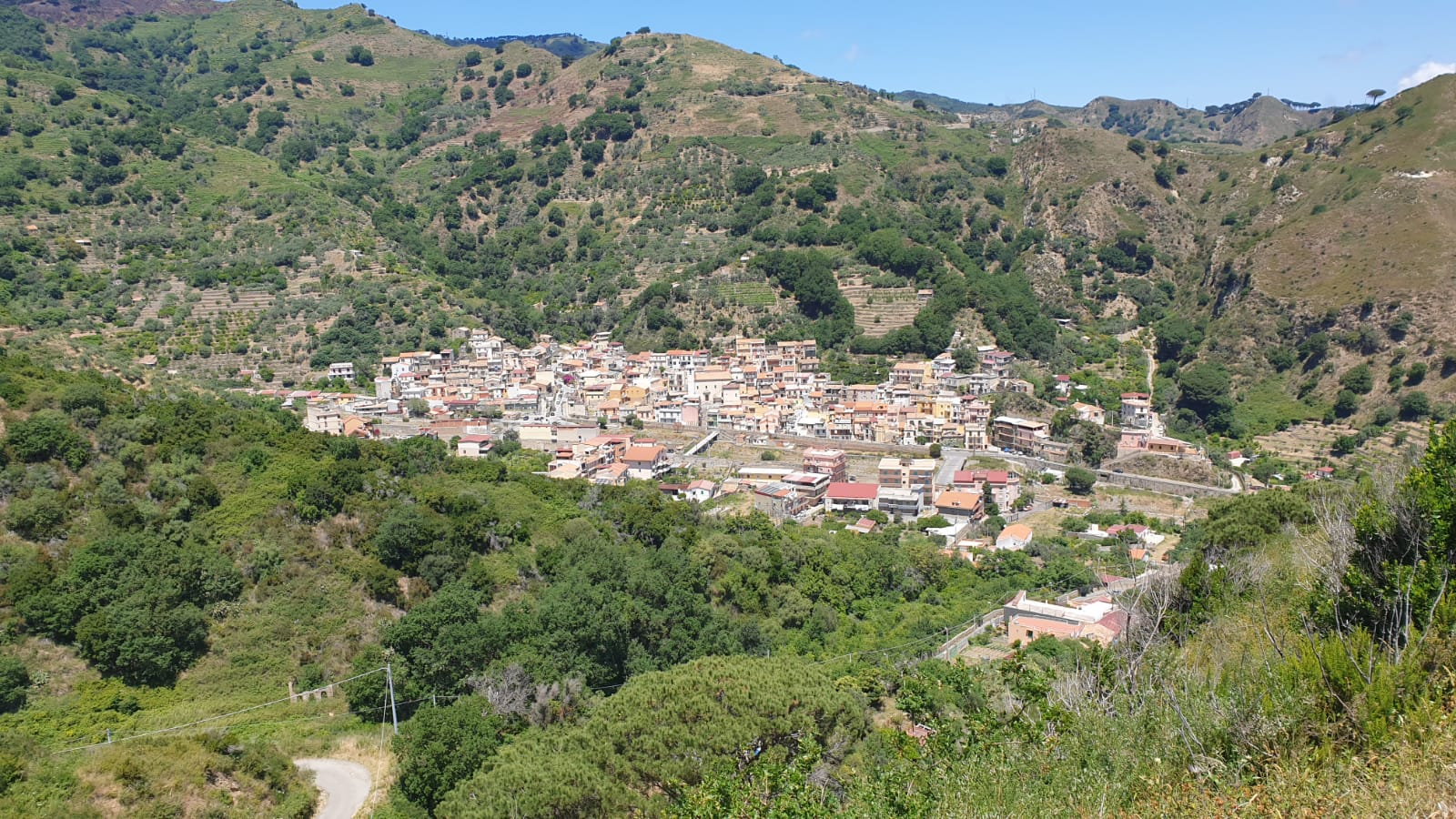
Vista del villaggio.

San Filippo Superiore è una frazione e villaggio collinare della II Circoscrizione del comune di Messina, distante circa 13 km a sud dal centro cittadino. Posta nella parte alta della vallata del torrente San Filippo, è un luogo ricco di sorgenti d'acqua, che nel passato alimentavano un notevole numero di mulini.

## Toponimo
Il paese prende il nome da San Filippo d'Agira, mentre l'aggettivo "superiore" deriva dalla sua posizione geografica verso monte rispetto al villaggio di San Filippo Inferiore.

## Storia
La vallata, anticamente detta Vallelonga (dal vecchio toponimo del torrente, Valle Longa, oggi San Filippo), fu frequentata quasi sicuramente sin dalla preistoria, date l'agevole viabilità del fondovalle, la vastità dei boschi, l'abbondanza della selvaggina e la facilità di difesa del territorio per i numerosi luoghi posti in punti dominanti.
Un primo abitato di case vero e proprio, però, si sviluppò almeno sin dall'epoca romana, dato che il torrente era il più grande della zona ed era navigabile, quindi si potevano trasportare con una barca i prodotti agricoli a valle.
Nel I secolo d.C. San Filippo d'Agira contribuì all'evangelizzazione della vallata.
Dal Medioevo al 1866 i monaci Basiliani del monastero di San Filippo il Grande, posto nella zona del villaggio di San Filippo Inferiore, controllarono la vallata, facendo arricchire il villaggio grazie alla coltivazione di ortaggi, cereali (la vallata infatti era soprannominata "dei cento mulini", ma gli anziani ne ricordavano circa quaranta), fichi, agrumi, olive e uva e soprattutto alla vendita di bachi da seta e di seta già lavorata.Un'altra attività importante era l'allevamento del bestiame.
Dopo la rivolta antispagnola di Messina del 1674-78, il Viceré di Sicilia, su ordine della Corona spagnola, confiscò il villaggio al Senato di Messina insieme ai villaggi di San Filippo Inferiore e di Larderia che fecero parte del Principato di Larderia, con a capo la famiglia Moncada dal 1690 al 1727, anno in cui tornò al demanio cittadino.
Il villaggio fu colpito dalla peste del 1743 e l'ultimo contagio di un paesano fu registrato il 27 luglio; in quest'epidemia morirono 429 persone e ne rimasero 195.
Il terremoto del 1783 recò pochi danni al villaggio.
Nel 1861 entrò a far parte del Regno d'Italia.
Il terremoto del 1908 recò pochi danni al villaggio.
Nel 1946 entrò a far parte della Repubblica Italiana e negli anni a venire molte attività agricole persero importanza fino a sparire del tutto agli inizi degli anni '70 del secolo scorso.

## Viabilità e trasporto pubblico
Per secoli il villaggio rimase isolato poiché fino al 1908 l'unico collegamento con la strada del Dromo era la fiumara. Oggi, per giungere al villaggio si percorrere la strada comunale che partendo dal Rione Aldisio, transita per contrada San Giovannello, giungendo dopo circa 4 km in paese. Un'antica strada molto stretta e non praticabile da mezzi pesanti collega i due villaggi di San Filippo. La frazione è collegata al centro cittadino dalla linea ATM nº9 (Cavallotti-S. Filippo Sup.).

## Monumenti e luoghi di interesse

### Chiesa parrocchiale San Nicola di Bari

#### Esterno

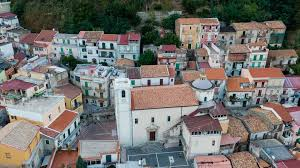
Vista dall'alto del paese con la piazza e la parrocchiale.

L'unico edificio di culto oggi esistente risale al '500, ed è posto al centro del paese, ma è documentata una chiesa già dall'anno 1000 (di cui non si sa ubicazione). L'edificio dedicato al Santo Patrono San Nicola di Bari ha collocato nella porta principale dell'aula un rivestimento marmoreo risalente alla seconda metà del '700. Il portale principale è costituito da due lesene in marmo grigio con capitello bianco tuscanico collocate su un basamento costituito da elementi geometrici. La trabeazione è costituita da un'alternazione di cornici e fasce ed è sormontata da un timpano spezzato. Sulla trabeazione è presente una nicchia di modeste dimensioni costituita da piccole lesene di ordine tuscanico che idealmente sorreggono l'arco a tutto sesto con al centro la chiave di volta scolpita alla maniera classica. L'interno della nicchia è adornato da una conchiglia (elemento tipico dell'architettura rinascimentale), che corona idealmente la statua del Santo di Bari (1782), di dimensioni poco più piccole della nicchia, che reca il santo benedicente, con gli attributi tipici del Santo (mitra, barba, sfere in mano sopra un libro, abiti vescovili, piviale). La statua tra il 2020 e il 2023 è stata sottoposta ad un restauro, essa presenta tracce di policromia. La nicchia è impreziosita da una cornice sormontata da una croce. Il secondo portale risale al 1677 è collocato nel lato destro dell'aula, posizionato sopra una piccola scalinata, data la sopraelevazione della chiesa. Esso è costituito da due lesene con capitello corinzio. Ciascuna delle stesse presenta nella parte superiore a circa un quarto di esse un piccolo fregio. La porta lignea è contornata da un cornice recante varie scanalature, la particolarità di essa è la forma a semicerchio che assume nella parte centrale della porta. La trabeazione è sormontata da un timpano spezzato come nel già citato portale principale. La parte di maggior rilievo artistico è il bassorilievo del 1677 sovrastante la trabeazione che rappresenta la Madonna del Rosario (probabilmente ispirato alla Madonna del Rosario di Antonio Catalano il Vecchio presente dentro la chiesa) racchiusa dentro un tondo formato da elementi vegetali, e retto da due angeli. L'intera opera è "coronata" da un timpano centinato accanto la porta è presente murata sul muro un'iscrizione che ricorda la peste del 1743, data la presenza nel sagrato di un rudimentale cimitero ormai scomparso. La pianta della chiesa è a forma rettangolare, con annessa la cupola, esternamente la chiesa non presenta particolari elementi architettonici dati alcuni rimaneggiamenti. La facciata è a forma di capanna e ospita in cima la croce in ferro e al centro il finestrone, (XVIII secolo) che presenta una vetrata recante l'immagine di San Nicola di Bari ispirata alla statua del citato, presente all'interno della chiesa. Forma un unico corpo con la facciata il campanile, di considerevoli dimensioni, che presenta anch'esso tratti molto essenziali. Non presenta una rilevante copertura, in quanto costituita da una terrazza, nascosta da un grande cornicione, cui al di sotto è presente la cella campanaria, formata da archi a tutto sesto, che permettono la fuoriuscita del suono delle campane, che sostituiscono dagli anni '80 quelle antiche, presenti in piazza e risalenti al 1825. Nei muri laterali sono presenti quasi in corrispondenza del pluviale, 4 finestre per lato, di forma rettangolare contornate con un artistica cornice. Durante l'ultima opera di restauro sono state cambiate le precedenti vetrate con altre, recanti a differenza delle citate, in sequenza la storia della vita del Patrono. La cupola è anch'essa di notevoli dimensioni, medesimamente ai già citati elementi architettonici si presenta molto semplice: il tamburo presenta un cornicione riccamente scanalato, mentre la lanterna presenta un'alternanza di piccole paraste con capitello tuscanico e piccole vetrate, il tutto è coronato da una croce. Il corpo cilindrico della cupola presenta rispetto all'entrata principale a nord una finestra formata da un arco a tutto sesto con inserita un artistica vetrata istoriata, mentre a est e a ovest delle finestre circolari con cornice e anch'esse sono corredate di vetrate. 

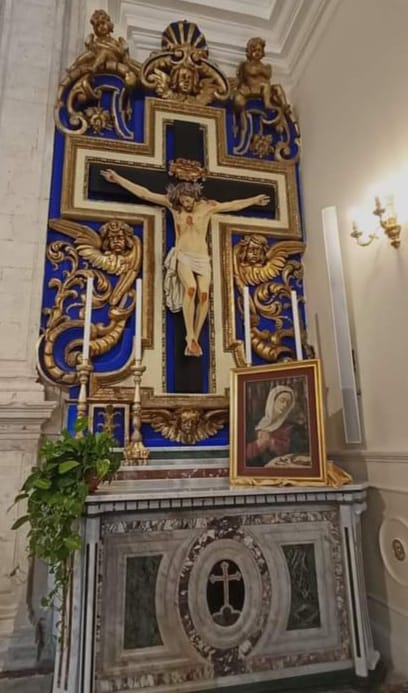
Altare del SS. Crocifisso, dopo il restauro con quadretto della Madonna Addolorata.

#### Interno

##### Indicazioni generali
L'interno è a navata unica. Entrando dal portale principale, si accede nell'antiporta, ricavata, dalla spazio ove poggiano pilastri, che sorreggono il coro, con l'annesso organo. L'intera struttura è realizzata in pietra (probabilmente di realizzazione più tarda rispetto agli elementi già citati). L'ambiente sottostante al coro ospita l'antiporta lignea al centro, a sinistra l'acquasantiera di marmo rosso (XVI secolo) posta su un ottagono realizzato sul pavimento (realizzato dopo gli ultimi interventi di restauro), a sinistra la scala a chiocciola in ferro che permette l'accesso alla cella campanaria (l'accesso alla luce dentro la torre, ove passa la suddetta scala è permessa da una finestra rettangolare, corredata di vetrata, che dà sulla chiesa in corrispondenza all'altezza dell'altare di San Francesco D'Assisi, presenta delle decorazioni in stucco databili intorno al '700 recanti un cherubino ed una cornice collocata nella parte che dà sull'interno della chiesa). L'intero pavimento dell'aula comprendente anche il presbiterio è formato da un'alternanza di marmi bianchi e neri che creano un effetto a scacchiera e davanti all'altare coram è presente una targhetta che lo data al 1794. La copertura è realizzata a capriate lignee ed è datato al 1606, recanti la tipologia di colore noce scuro. Ciascuna trave è sorretta ambedue i lati da un ulteriore sostegno da mensoloni che presentano particolari intagli. Fino all'ultima opera di restauro l'aula usufruiva dell'illuminazione grazie a tre lampadari (uno per ciascun lato e uno centrale, in stile tardo barocco recanti vari effetti decorativi, realizzati tramite la colorazione dei cristalli), oggi sostituiti da un nuovo lampadario ligneo in stile barocco posto al centro della navata.

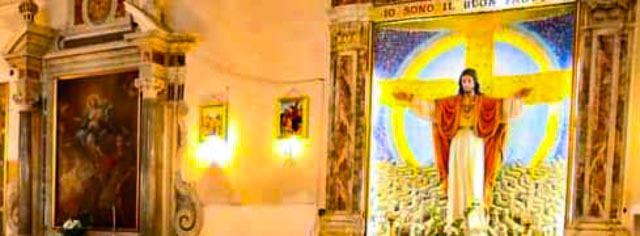
Particolare dell'altare e del quadro settecenteschi dell'Immacolata e dell'altare del 1800 del Sacro Cuore con la relativa statua novecentesca.

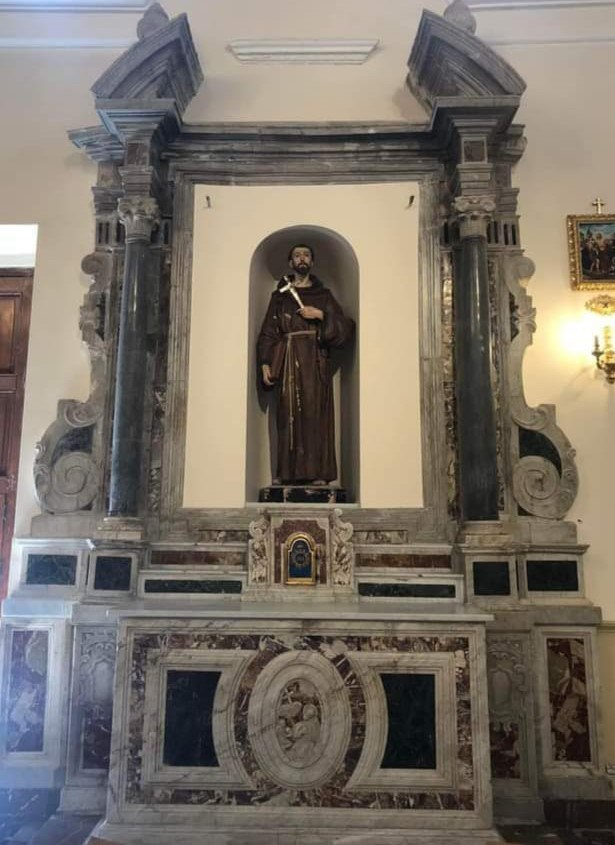
Altare settecentesco di San Francesco d'Assisi con la relativa statua ottocentesca nella parrocchiale.

##### Altari minori

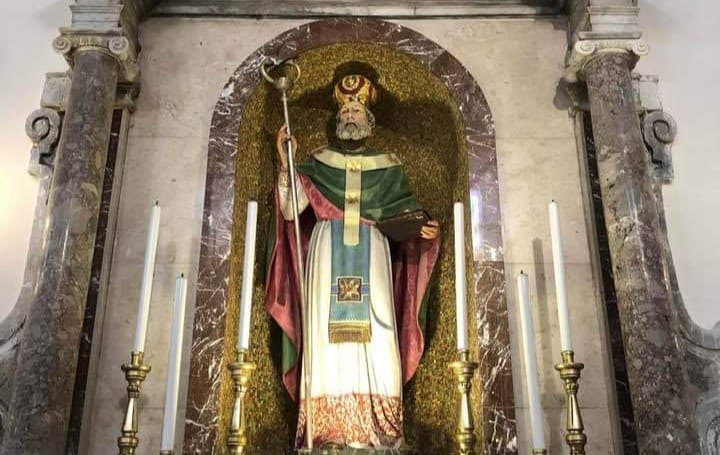
Statua del 1880 del Patrono.

Posti alle pareti interne dell'edificio sono collocati vari altari di epoca diversa. Nel lato sinistro hanno collocazione 3 altari, procedendo dall'entrata al presbiterio sono rispettivamente: l'Immacolata Concezione tra i santi Anna e Gioacchino, il Sacro Cuore di Gesù e San Nicola di Bari. Il primo citato nell'elenco fu eretto nel '700 (realizzato simmetricamente a quello di San Francesco D'Assisi), e sopraelevato da due scalini in porfido rosso, ove poggia la mensa recante il paliotto con un ovale con intarsiati gli attributi dell'Immacolata. Al centro della mensa trova collocazione il tabernacolo incastonato tra due gradini utilizzati in passato per la collocazione di candelieri e fiori (messa tridentina) su cui prospetticamente poggia la cornice marmorea ove è collocata la tela del '700 che rappresenta il soggetto prima citato. Sopra la cornice, poggiate sulla trabeazione e a sua volta sorrette da due colonne grigie di ordine corinzio affiancate a due lesene di ordine tuscanico, due timpani spezzati sui quali sono poggiate due pigne stilizzate fanno da cornice a un piccolo paliotto completo di timpano che reca nell'ovale un occhio raggiante simbolo della Santissima Trinità. Il piccolo paliotto è affiancato da due volute ripetute in grandezza maggiore accanto alle colonne prima descritte. Il primo altare dopo quello già citato dell'Immacolata è tradizionalmente chiamato del Cuore di Gesù o del Cristo morto, una targhetta marmorea posta sul basamento del loculo del Cristo morto riporta che la costruzione di esso fu fatta per mano di un certo Giacomo Villari nell'anno 1800 con elementi marmorei barocchi. È composto da un'enorme nicchia di forma semicircolare, ornata per intero da un mosaico rappresentante il gregge di Dio attorno a una croce latina dorata, realizzato dagli stessi autori che realizzarono i medesimi manufatti nel Santuario Madonna del Tindari di Patti. Al centro della nicchia era posta fino al 2020 una statua di resina raffigurante Cristo con le braccia aperte mostrante il Sacro Cuore (sec. XX, attualmente nei depositi parrocchiali). Sotto (collocata nello spazio ricavato dall'eliminazione del paliotto marmoreo) era posta fino al 2020 una statua di resina rappresentante il Cristo morto (sec. XX) utilizzata per la processione del Venerdì Santo, attualmente nei depositi parrocchiali. L'altare successivo è costruito su una base di elementi del primo Seicento come detto precedentemente dedicato a San Nicola di Bari, presenta vistosi rimaneggiamenti che ne hanno alterato l'aspetto originale che era appunto simmetrico a quello dell'Annunciata posto di fronte. Rimangono originali del '600 delle volute marmoree policrome e l'ovale settecentesco recante l'immagine di San Nicola di Bari. L'ultimo restauro effettuato nel 2017 riportò l'altare all'aspetto assunto nel 1880. È posta al centro della nicchia la statua lignea di San Nicola di Bari (1880) e il fercolo della statua (? sec. XIX) in stile barocco, utilizzato per l'ormai persa festa patronale, è collocata oggigiorno nei depositi parrocchiali. Nel lato destro dell'aula sono presenti solo due altari, non tre, poiché di fronte all'altare del Sacro Cuore di Gesù è collocata la porta secondaria. Andando dalla porta principale verso l'abside sono collocati l'altare di San Francesco d'Assisi, la porta e l'altare dell'Annunciata. L'altare di San Francesco d'Assisi fu progettato speculare a quello dell'Immacolata ed è stato recentemente restaurato, poiché versava in pessime condizioni di conservazione, dovuta probabilmente all'umidità della parete. Inoltre si nota che l'altare è in alcuni elementi quasi calcificato o comunque alterato nella sua composizione chimica, e mancante di alcuni elementi decorativi della trabeazione. Fino a fine ottocento/inizio novecento è documentato in tale altare dallo storico messinese Gaetano La Corte Cailler un quadro raffigurante un San Francesco morente, oggi scomparso. Il mistero di tale quadro può essere spiegato in tal modo: essendo i marmi alterati nella loro composizione chimica, probabilmente per un grande afflusso di devoti davanti all'immagine e o comunque di altre immagini sacre di grande afflusso popolare lì poste, per un alto numero di ceri, divampò un incendio che danneggiò irreparabilmente il quadro del Santo d'Assisi e alterò la composizione chimica dei marmi. Oggi nello scomparto dove era collocato il quadro è presente una nicchia con una statua di San Francesco D'Assisi risalente all'XIX secolo. Accanto ad esso è collocata la porta che oggi è nell'interno decorata da stucchi non antichi, nel lato sinistro è collocata un'acquasantiera da muro, e una più piccola a forma conchiglia da muro posta più in basso per i piccoli fedeli. L'altare successivo come detto in precedenza, è dedicato all'Annunciata ed è posto di fronte all'altare di San Nicola di Bari (posto sul lato sinistro e descritto precedentemente). L'altare reca l'anno di costruzione 1642, nel piccolo timpano decorato da volute con all'intero la targa commemorativa della costruzione. Presenta un timpano spezzato, sopra la trabeazione poggiata su due colonne con un interessante capitello ornato con motivi vegetali, inoltre sono presenti due volute al lati composte di marmi policromi uguali a quelli dell'altare di San Nicola di Bari. Nel corso della storia subì varie elaborazioni settecentesche sul paliotto, gli scalini dell'altare sia su quelli della mensa, oggi non più visibili data l'esportazione del piano su cui poggia la mensa e della mensa stessa compreso il tabernacolo. Nell'altare è posta la tavola cinquecentesca di Mariano Riccio raffigurante l'Annunciazione. Oggi nel punto dove era collocata la mensa è collocata una lastra marmorea con scritta L'Ave Maria. L'altare da tempi remoti è anche protagonista della devozione del luogo verso San Giuseppe (sposo di Maria). La chiesa infatti possiede un quadro di modeste dimensioni raffigurante San Giuseppe con in braccio Gesù Bambino (? sec. XIX) posto per tutto il mese di marzo sul descritto altare. Tutti gli altari sono sovrastati da un grande cornicione in stucco bianco, scanalato, che in corrispondenza degli altari si deforma formando un arco a sesto ribassato. Inoltre sopra ad esso nel registro delle finestre racchiusi in dei riquadri riccamente decorati come le finestre con elementi vegetali, cherubini e festoni in stucco bianco (risalenti al settecento) degli affreschi rappresentanti la Madonna della Lettera e scene dell'Antico e Nuovo Testamento risalenti al '700.

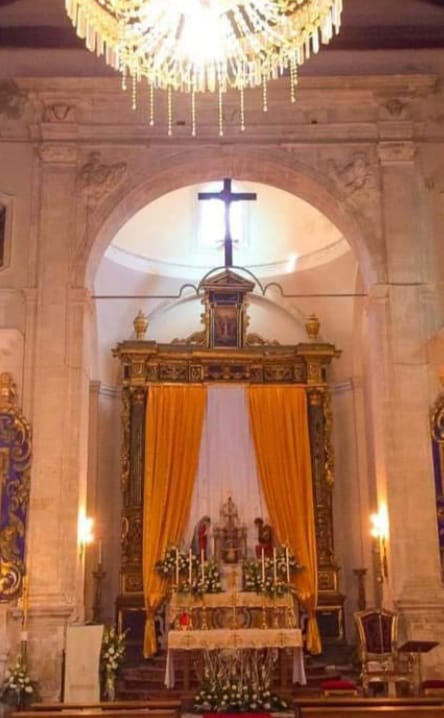
Arco trionfale cinquecentesco dell'abside maggiore, con l'annuale allestimento del presepe.

##### Presbiterio

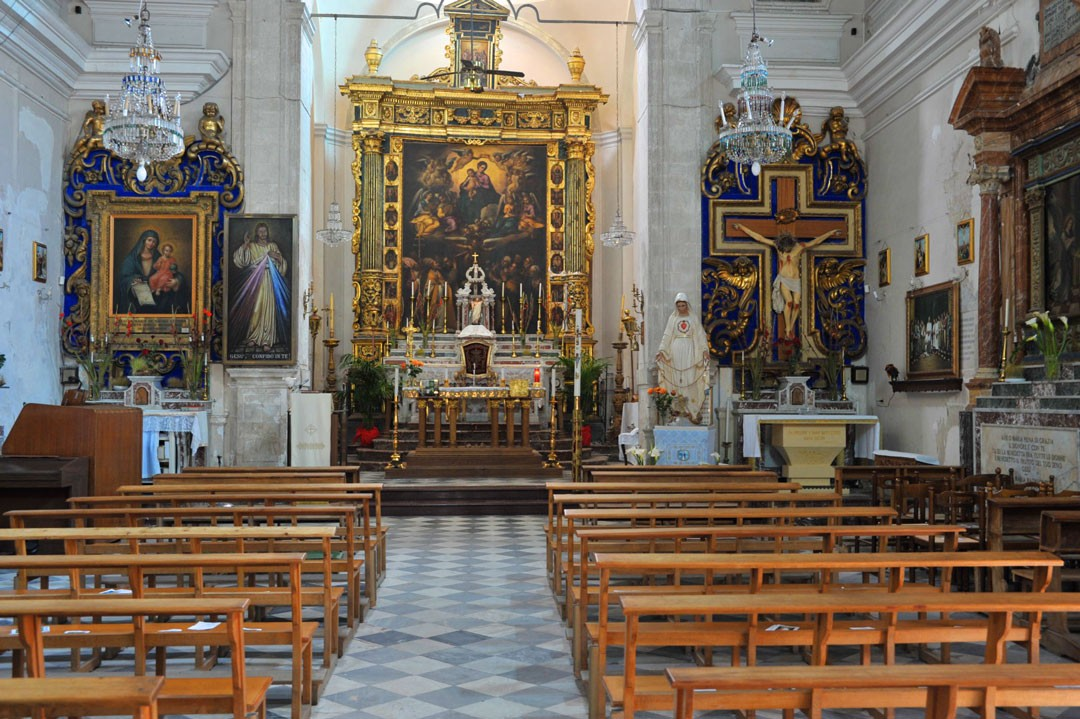
Foto scattata per le giornate FAI che mostra l'interno della parrocchiale prima dei restauri.

##### Quadreria

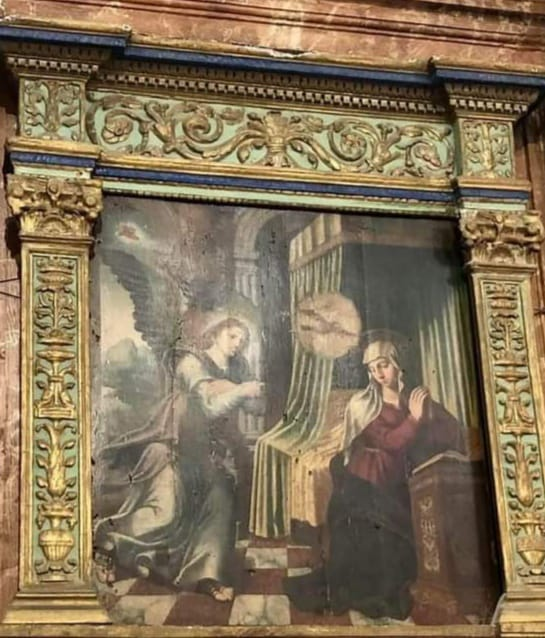
Annunciazione di Mariano Riccio nella chiesa parrocchiale.

- Annunciazione di Mariano Riccio nella chiesa parrocchiale. Annunciazione (sec. XVI) di Mariano Riccio.
- Madonna del Rosario e Santi (sec. XVI) di Antonio Catalano il Vecchio.
- Pietà tra i Santi Francesco di Paola e Nicola di Bari (sec. XVIII), copia di un quadro più antico perduto da originale seicentesco.
- Immacolata (sec. XVIII)
- San Francesco morente (sec. XVIII) scomparso molto probabilmente per un incendio.
- Santa Lucia (sec. XVIII)
- Madonna della Lettera (sec. XIX)
- Addolorata (? sec. XIX) attualmente nei depositi parrocchiali.
- San Giuseppe (? sec. XIX) attualmente nei depositi parrocchiali.
- Madonna di Dinnammare (sec. XIX) attualmente nei depositi parrocchiali.
- Madonna del Carmelo (? sec. XIX) attualmente nei depositi parrocchiali.

##### Statuaria
- Crocifisso ligneo (sec. XV)
- Crocifisso in cartapesta (1669)
- San Nicola di Bari (1880)
- San Francesco d'Assisi (sec. XIX)
- Cristo Morto (sec. XX) attualmente nei depositi parrocchiali.
- Immacolata (sec. XX) attualmente nei depositi parrocchiali.
- Madonna di Lourdes (sec XX) attualmente nei depositi parrocchiali.
- Sant'Antonio di Padova (sec. XX) attualmente nei depositi parrocchiali.
- Presepe (sec. XX) attualmente nei depositi parrocchiali.
- Sacro Cuore di Gesù (sec. XX) attualmente nei depositi parrocchiali.
- Crocifisso ligneo\resina (XX) attualmente nei depositi parrocchiali.
- Cristo Risorto (2017) attualmente nei depositi parrocchiali.

##### Argenteria
- Calice
- Ostensorio tardo settecentesco ornato alla base dalle statuine allegoriche di Fede, Speranza, Carità.
- Reliquiario barocco a scudo con decorazione floreale a rilievo intorno all'oculo centrale.
- Coppie di fiori argentei
- 2 candelieri monumentali lignei dorati, su modello di quelli della scuola di Juvarra.
- Corone per quadri, sulla testimonianza di alcune foto in cui si nota la loro presenza sul quadro della Madonna della Lettera e sulla grande tela della Madonna del Rosario posta sul presbiterio. Recentemente affisse durante la ricorrenza liturgica della prima.

### Chiesa di Santa Maria Maddalena

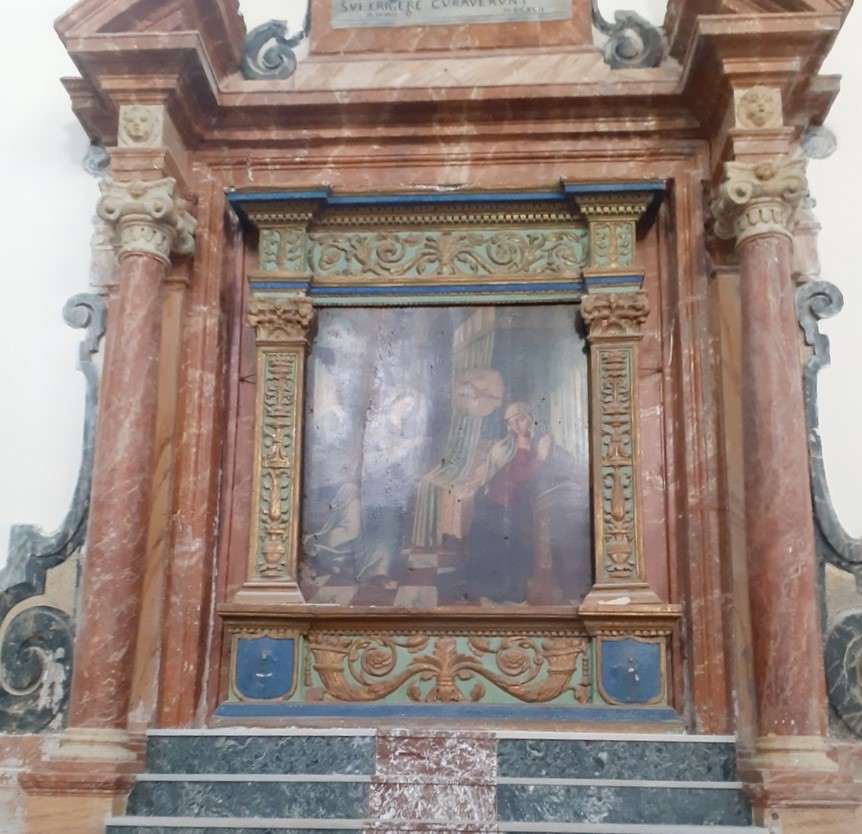
Particolare dell'altare dell'Annunciazione del 1642, il più antico in marmo presente nella chiesa.

Di origine medievale, era situata vicino la zona denominata "ciumareddu" (posta a sud ovest guardando dalla scalinata che porta alla chiesa parrocchiale, rispetto la cupola della chiesa) presentava una piccola abside; l'intera struttura era coperta da una volta a botte, è documentata dagli abitanti del posto una nicchia e una statua della santa titolare, probabilmente avente un fercolo processionale. All'interno della chiesa era documentata almeno fino al 1840 da Giuseppe La Farina un quadro della Maddalena e uno raffigurante la Madonna col Bambino di Mariano Riccio risalente al XVI secolo. Fu sconsacrata a causa del crollo della volta nel 1913, venne definitivamente distrutta durante l'alluvione del 6 - 11 - 1973. Ad oggi sono superstiti pochi ruderi.

### Chiesa di Sant'Antonio Abate
Di origine antichissima, secondo alcuni paleocristiana, si trova nella sponda sinistra del torrente; oggi è esistente ma coperta da detriti.

### Fontane
Ne sono presenti tre, una alla fine di via San Nicola di Bari (attiva), una vicino al palazzetto comunale (attiva), l'altra vicino la scuola elementare (attiva).

### Arco cinquecentesco
Situato in una via stretta del paese, presenta dei fregi e una particolare chiave di volta.

### Monumento San Nicola di Bari
Realizzato tra due contrafforti del muro di cinta, ospita un mosaico, incorniciato da una cornice di alluminio dorato, rappresentante l'effigie posta dentro la parrocchia raffigurante il Santo barese. Recintato, e abbellito dalla presenza di vasi con piante fiorite, vi è il masso miracoloso, con tanto di targa commemorativa, scritta dal parroco dell'epoca Santino Bontempo e posta dalla comunità nello stesso anno del Giubileo del 2000 e recita così: "O TU CHE PASSI FERMATI E ASCOLTA CIO' CHE QUESTO MASSO RACCONTA: NELLA TERRIFICA ALLUVIONE DEL 6 - 11 - 1973 PARTITO PAUROSAMENTE DALLA COSTA DEL MONTE FU GUIDATO DA MANO DIVINA E SALVÒ IL VILLAGGIO DA TRISTE ROVINA E LUTTO.", nella targa sopra indicata si legge "NELL'ANNO DEL GRANDE GIUBILEO DEL 2000 A GESÙ RE DEI SECOLI IMMORTALE LODE, GLORIA E AZIONE DI GRAZIE AL NOSTRO PATRONO SAN NICOLA DI BARI".

### Monumento all'Immacolata
Realizzato nel 1957 è collocato in un contrafforte del muro di cinta del paese, è composto da una nicchia ricoperta da un rivestimento marmoreo recante due lesene e un piccolo timpano con cherubino. All'interno è stata collocata nel 2017, in sostituzione di una statuetta in gesso rappresentate il Cuore Immacolato di Maria, una statuetta della Madonna di Lourdes.

### Targa commemorativa della peste
Collocata a sinistra del portale minore della parrocchia, commemorante la peste del 1743.

### Quartiere del '700
Situato nella parte est del paese rispetto alla cupola della chiesa.

### Ecomuseo del grano
Che mira alla divulgazione delle antiche tecniche di macinatura del grano, delle tipologie di culture, attrezzi tipici delle varie epoche, tradizioni domestiche del luogo (es. Cona natalizia).

### Mulini lungo il torrente San Filippo
Collocati nelle sponde del torrente San Filippo. Alcuni risalenti addirittura al XIII secolo.

### Cascate di San Filippo
Raggiungibili attraverso il percorso a ritroso del torrente.

### Casa di Raffaele Villari
Storico e garibaldino messinese.

### Casa Mangano
Rifatta dopo il terremoto del 1908, è presente un tondo rappresentante un sole eucaristico datato al 1811.

## Feste e Tradizioni
- Festa San Nicola di Bari: realizzata fino al 1977, veniva realizzata in tre giorni in cui al culmine avveniva la processione. Secondo alcune testimonianze locali durante alcune edizioni presero parte al corteo altri due fercoli con poste le statue di San Francesco D'Assisi (sec. XIX) e un'altra effigie di cui non si sa l'identità, con molta probabilità il Crocifisso in cartapesta (sec. XVII) collocato all'interno dell'edificio. Oggigiorno si realizza una piccola processione che si snoda dalla chiesa fino al monumento del Santo Patrono collocato nella via principale del paese (via San Nicola di Bari) nella quale viene portata in processione la reliquia del Santo di Bari.
- Processione Corpus Domini: realizzata anche odiernamente con data non prestabilita, intorno alla festa liturgica del Corpus Domini.
- Processione San Giuseppe: attestata da alcune fotografie, non si realizza più odiernamente, si utilizzava portare in processione per la stessa un rudimentale fercolo con al di sopra una statua del padre putativo di Cristo di medie dimensioni.
- Processione serale del Venerdì Santo: è ignota la data d'istituzione della stessa, nel corso del secolo passato, veniva realizzata nelle vie interne del paese, portando a spalla una Madonna Immacolata (sec. XX) per l'occasione rivestita da un manto violaceo e il Cristo morto (sec. XX). Durante il percorso venivano portati anche gli strumenti della passione, che al rientro venivano posti dentro un sepolcro ricavato dalla rimozione del paliotto dell'altare del Sacro Cuore di Gesù con l'effigie del Cristo morto ad eccezione del piatto di Giuda che veniva rotto davanti l'assemblea. Tra il 2017 e il 2019, la processione subì varie modifiche se pur rispettando il numero stesso di fercoli con l'aggiunta del Crocifisso (sec. XX). Attualmente sospesa.

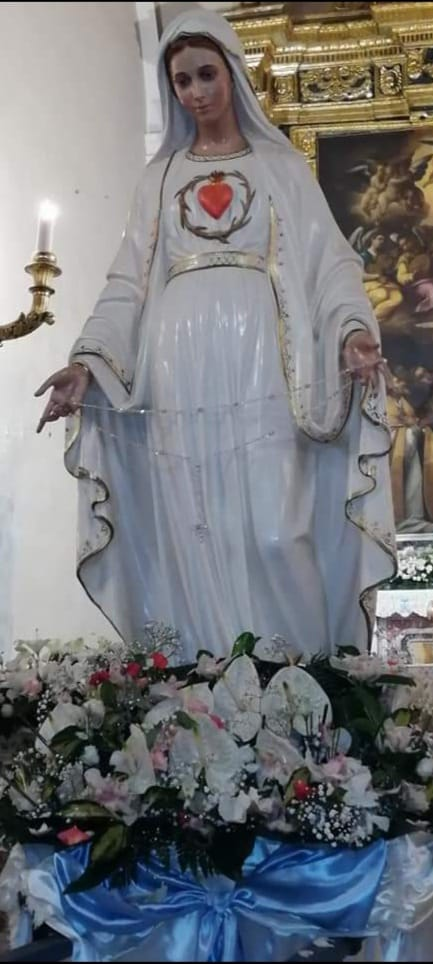
B.V. Maria Immacolata, portata in processione durante i quattro sabati di maggio, oggi sostituita da una più piccola dati dei problemi organizzativi.

- B.V. Maria Immacolata, portata in processione durante i quattro sabati di maggio, oggi sostituita da una più piccola dati dei problemi organizzativi.Giro dei Quartieri: realizzata a partire dagli anni '80 del secolo scorso, non è mai stata interrotta se non a causa della pandemia da Covid-19. Consiste nel portare in processione un'immagine della Madonna durante i quattro sabati di maggio, in quartieri per ogni sabato diversi, e per l'occasione cinque famiglie proprio come i cinque misteri gaudiosi del rosario realizzano cinque altarini ove adagiare il fercolo della Madonna. Anche tale manifestazione è stata fino ad oggi modificata in varie componenti, ma fortunatamente sopravvive ancora oggi.
- Presepe Vivente: tradizione sospesa.
- Processione del Bambinello: effettuata anticamente.
- Festa con degustazione di prodotti tipici e musiche tipiche dei Peloritani: ancora realizzata, con data di avvenimento non prestabilita.